# Golden State Warriors 2012-2013
La stagione 2012-13 dei Golden State Warriors fu la 64ª nella NBA per la franchigia.
I Golden State Warriors arrivarono secondi nella Pacific Division della Western Conference con un record di 47-35. Nei play-off vinsero il primo turno con i Denver Nuggets (4-2), perdendo poi la semifinale di conference con i San Antonio Spurs (4-2).

## Roster
| N° | Naz.                   | Ruolo | Sportivo          | Anno | Alt. | Peso \|\| |
| -- | ---------------------- | ----- | ----------------- | ---- | ---- | --------- |
| 2  | Stati Uniti (bandiera) | G     | Jarrett Jack      | 1983 | 191  | 92        |
| 3  | Stati Uniti (bandiera) | C     | Jeremy Tyler      | 1991 | 208  | 118       |
| 4  | Stati Uniti (bandiera) | A     | Brandon Rush      | 1985 | 198  | 95        |
| 7  | Stati Uniti (bandiera) | A     | Carl Landry       | 1983 | 206  | 112       |
| 10 | Stati Uniti (bandiera) | G     | David Lee         | 1983 | 206  | 113       |
| 11 | Stati Uniti (bandiera) | G     | Klay Thompson     | 1990 | 201  | 93        |
| 12 | Australia (bandiera)   | C     | Andrew Bogut      | 1984 | 213  | 111       |
| 15 | Lettonia (bandiera)    | C     | Andris Biedriņš   | 1986 | 211  | 109       |
| 20 | Stati Uniti (bandiera) | G     | Kent Bazemore     | 1989 | 196  | 91        |
| 22 | Stati Uniti (bandiera) | G     | Charles Jenkins   | 1989 | 191  | 100       |
| 22 | Stati Uniti (bandiera) | A     | Malcolm Thomas    | 1988 | 206  | 102       |
| 23 | Stati Uniti (bandiera) | A     | Draymond Green    | 1990 | 201  | 104       |
| 30 | Stati Uniti (bandiera) | G     | Stephen Curry     | 1988 | 191  | 84        |
| 31 | Nigeria (bandiera)     | C     | Festus Ezeli      | 1989 | 211  | 116       |
| 40 | Stati Uniti (bandiera) | A     | Harrison Barnes   | 1992 | 211  | 116       |
| 44 | Stati Uniti (bandiera) | A     | Richard Jefferson | 1980 | 201  | 101       |

## Staff tecnico
- Allenatore: Mark Jackson
- Vice-allenatori: Michael Malone, Pete Myers, Darren Erman, Bob Beyer, Jerry DeGregorio
- Vice-allenatore per lo sviluppo dei giocatori: Kris Weems
- Direttore dello sviluppo atletico: Johan Wang
- Preparatore fisico: Kyle Barbour
- Preparatore atletico: Chad Bergman
- Assistente preparatore atletico: Frank Bernard